# 松本雅明
松本 雅明（まつもと まさあき、1912年8月20日 - 1993年12月29日）は、東洋史学者。学位は、文学博士（東京大学・1961年）。熊本大学名誉教授。1984年勲二等瑞宝章受章。

## 略歴
熊本県生まれ。1936年東京帝国大学文学部東洋史卒。1961年「詩経における新古の層および思惟展開の径路に関する研究」で東京大学より文学博士の学位を取得。熊本大学法文学部助教授、文学部教授、1978年定年退官、名誉教授。
1984年勲二等瑞宝章を受章。

## 著書
- 詩経諸篇の成立に関する研究 東洋文庫 1958 (東洋文庫論叢)
- 春秋戦国における尚書の展開 歴史意識の発展を中心に 風間書房 1966
- 沖縄の歴史と文化 国家の成立を中心として 近藤出版社 1971 (世界史研究双書)
- 田島廃寺調査報告 泗水町教育委員会 1972.3
- 松本雅明著作集 全6巻 松本雅明著作集編集委員会 弘生書林 1980-1987

## 共編著
- 世界の歴史 第3 黄河のほとり 山口修共著 集英社 1968
- 世界の歴史 3 東洋の古典文明 山口修,山崎利男共著 社会思想社 1974 (現代教養文庫)
- 肥後の墨美 花岡興輝,荒木精之共編著 熊本日日新聞社 1976
- 熊本の装飾古墳 熊本日日新聞社 1976.3 (熊本の風土とこころ)
- 熊本の美術工芸 熊本日日新聞社 1978.6 (熊本の風土とこころ)

## 記念論集
- 中国古代における自然思想の展開 松本雅明博士還暦記念出版会(熊本大学法文学部東洋史学研究室内 1973

## 参考
- 松本雅明教授略歴並びに著作目録(抄) (松本雅明教授退官記念号) 「法文論叢」1978-3